# Parque nacional de Fuji-Hakone-Izu
Parque Nacional de Fuji-Hakone-Izu (富士箱根伊豆国立公園 Fuji-Hakone-Izu Kokuritsu Kōen?) está localizado entre las prefecturas de Yamanashi, Shizuoka, Kanagawa y el oeste del área metropolitana de Tokio. 
En él se contienen el monte Fuji, cinco lagos del Fuji, Hakone, la península Izu y el archipiélago Izu. Algo que siendo un punto específico, sin embargo en realidad son una colección de emplazamientos turísticos dispersos que se distribuyen por la región. El punto más extremo meridional es la isla de Aogashima, está a cientos de kilómetros del monte Fuji. Fue establecido el 2 de febrero de 1936 como parque nacional de Fuji-Hakone. Es un parque nacional muy famoso visitado por gentes de todo el Japón.[cita requerida]
Las ciudades que se encuentran en los alrededores son Odawara, Fuji, Minami Ashigara y Numazu.

## Patrimonio de la Humanidad
En 2007, el Monte Fuji y todo el parque nacional de Fuji-Hakone-Izu fue propuesto como Patrimonio de la Humanidad de la UNESCO. Sin embargo no logró este cometido. A pesar de esto, el Gobierno de Japón realizó de nuevo la petición, con el fin de que la UNESCO lo reconociera en 2013. Finalmente, el 22 de junio de 2013 la UNESCO le concedió el estatus de Patrimonio de la Humanidad.

## Lugares de interés
- El antiguo camino de Tokaido
- Atagawa Tropical & Alligator Garden
- Jardín Botánico de Humedales de Hakone
- Aokigahara
- Catarata Shiraito
- Lago Ashinoko
- Ōwakudani

## Buceo, PADI
También es un destino muy popular para la práctica del buceo. Históricamente los destinos más importantes para esta práctica son :
- Izu Ocean Park (IOP), un parque marino (伊豆海洋公園 Izu Kaiyō Kōen)
- Yawatano (八幡野)
- Osezaki (大瀬崎 Ōsezaki)